# Christoph Friedrich Plathner
Christoph Friedrich Plathner (Pseudonyme: Xenagogus, Philalete(s); * 10. Februar 1671 in Mühlhausen/Thüringen; † 14. Januar 1755 in Gronau (Leine)) war ein kaiserlicher Hofpfalzgraf, königlich-preußischer Hofrat und Syndikus der Reichsstadt Goslar. 

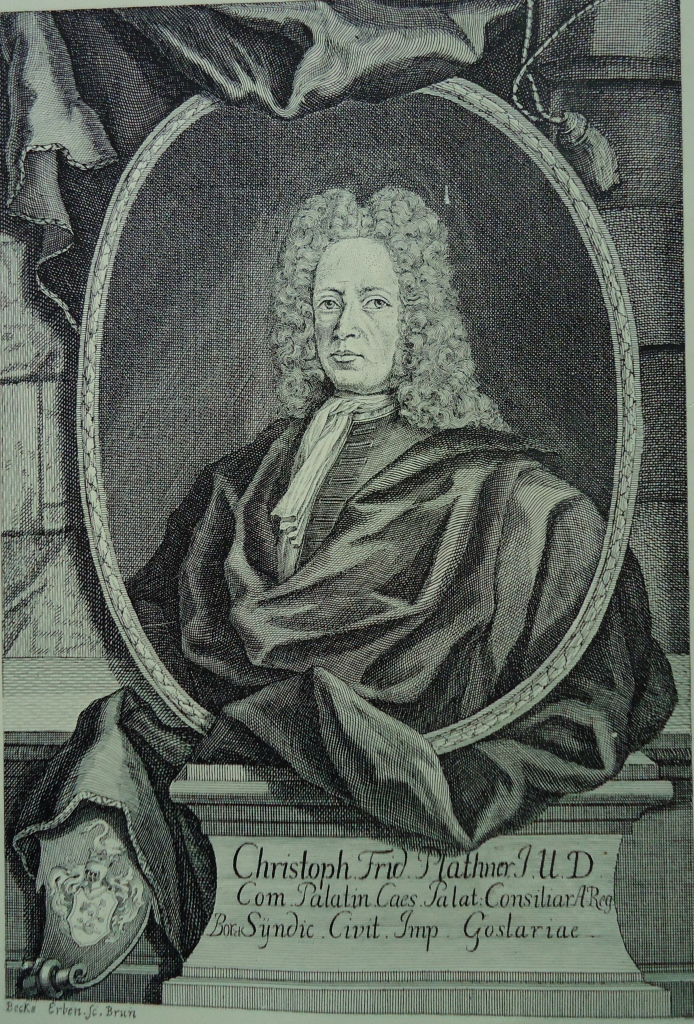
Christoph Friedrich Plathner

## Leben
Sein Vater, Andreas Plathner (1627–1695), war Jurist, Rechtsanwalt, Senator und seit 1686 Bürgermeister der freien Reichsstadt Mühlhausen, Nachkomme des Reformators Tilemann Plathner aus Stolberg. Seine Mutter war Anna Rockefuß (1643–1727). 
Nach dem Besuch des Gymnasiums in Mühlhausen studierte er (ab 1685) in Jena Rechtswissenschaften, Philosophie und Theologie. Danach war er in der Rechtsanwaltspraxis des Vaters tätig. Nach dem Tod des Vaters 1695 setzte er das Jurastudium an der Universität Halle fort, das er 1698 als Licentiat der Rechte abschloss. Im gleichen Jahr, am 31. Mai 1698, heiratete er in Halberstadt Eleonore Sophie Poepping, 
die Tochter des dortigen Kurfürstlich-Brandenburgischen Rats und Stiftssyndikus Dr. jur. Johann Friedrich Poepping. Seit 1700 war er Konsulent (i. e. Rechtsbeistand) der Bergwerke von Harzgerode und Gernrode und von 1706 bis 1727 Syndikus der freien Reichsstadt Goslar. Zuvor hatte ihm die Universität Halle den akademischen Grad eines „Doktors beider Rechte“ juris utriusque doctor für weltliches Zivilrecht und kanonisches Kirchenrecht verliehen, was Voraussetzung für das Amt des Syndikus war.
Nach dem Tod seiner ersten Frau († vor 1709) heiratete Christoph Friedrich Plathner am 3. Dezember 1709 Sophia Levina Binnenboese, die Tochter eines Münzmeisters in Goslar.
Während eines Aufenthalts am Reichskammergericht in Wetzlar 1715 erfolgte durch Kaiser Karl VI. die Ernennung zum Comes Palatinus Caesareus (kaiserlichen Hofpfalzgraf, Comitiv vom 21. Januar 1715). Wenig später verlieh ihm der König von Preußen Friedrich Wilhelm I. den Titel eines Königlich-preußischen Hofrats.
1727 dankte Christoph Friedrich Plathner auf eigenen Wunsch als Syndikus der freien Reichsstadt Goslar ab und übersiedelte nach Gronau/Leine, wo er am 14. Januar 1755 starb.

## Schriften
Christoph Friedrich Plathner veröffentlichte zahlreiche Schriften – teils lateinisch, teils deutsch, einige unter Pseudonym – zu juristischen, kirchenrechtlichen und theologischen Fragen. Er verstand sich als „orthodoxen Lutheraner“ und polemisierte wortgewaltig gegen die Vertreter des Pietismus, die er als „Sektierer“ und "Pietisten-Geschmeiß" verunglimpfte und denen er Heuchelei, "Schein-Heiligkeit" und "Seelenbetrügerey" vorwarf. Insbesondere zielte seine Kritik auf die Bewegung der Herrnhuter Brüdergemeine.
Die Staats- und Universitätsbibliothek Göttingen führt die folgenden Titel auf:
- 1. Hundert Grund-Sätze und Cautelen wie ein Notarius sein Ambt redlich, recht, und mit Fürsicht verwalten soll und kan / Christoph Friedrich Plathner. - [Online-Ausg.]. - Nordhausen : Cöler, 1750
- 2. Problematische Prüfung der zwey Fragen: I. Ob der Mensch nach dem Tode, am jüngsten Tage mit ebendem Leibe, da er gestorben, wiederum auferstehen ... werde? II. Mit was für einem Leibe alsdenn die Erwehlten in die sel. Ewigkeit versetzet werden sollen? verf. von Philalethe / Philalethe. - Nordhausen, 1740
- 3. Der geistliche paradoxe Charlatan, wie derselbe beschaffen sey und als solchen Joachim Mund, gewesener Diaconus in Goslar und Hurerei und Schandlapperei wegen 1737 das zweite Mal von seinem Amte durch Urthel und Recht suspendirt ... auf diesem Welt-Theatro präsentirt, nebst verschiedenen darinne ergangenen merckwürdigen Urtheln, von Helsingör in Dänemarck, Helmstädt, Giessen, Wittenberg, Jena, wie auch einem unpartheyischen Bericht und verschiedenen notablen Anmerckungen zum Druck befördert von Christoph. Fridr. Plathner / Christoph. Fridr. Plathner. - [S.l.], 1738
- 4. Philalethis Rechtfertigung seines wohlgegründeten Rechts-Bedencken de Anno. 1736. gegen Herrn Henrich Volckmar Stangen, Diac. ad D. Nicol. in Nordhausen, in seiner (umgekehrt) geretteten Ehre und Lehre des seeligen Mannes Gottes Lutheri, über den höchstungebührlich angefochtenen Punct, als ob er (Philalethes) darinne die Religion aus dem Aristotele zubeweisen angefangen / Christoph Friedrich Plathner. - Mühlhausen : Brückner, 1737
- 5. Wohlgegründetes Rechts-Bedencken, über Herrn Palaeologi Philymni Christlich-vernünfftige Gedancken, von dem Geschmack der geistlichen Lieder, wie auch Herrn Chilian Volckmar Riemanns, Bürgermeisters in Nordhausen, Vertheidigung des dasigen neuen Gesangbuchs, und derer beyden Herren Prediger, Johann Christoph Tebels, und Friedrich Christian Lessers, wohlgemeinten Zuschrifft an die Evangelische Bürgerschafft in Nordhausen, wegen des neuen Nordhäusischen Gesangbuchs / Philalethe. - Mühlhausen : Brückner, 1736
- 6. Ens rationis hoc est syncretismus religionum / Christoph Friedrich Plathner. - 1722
- 7. Oeconomia Juris Consistorialis ex sana philosophiae [et] jurisprudentiae universalis, non minus Romanae ac Germaniae principiis pro idea recte formanda : cum decade quaestionum exhibita / Christoph Friedrich Plathner. - Gosl., 1715
- 8. Centuria quaestiones / Christoph Friedrich Plathner. - (Goslar), 1711
- 9. Centuria ... Qvæstionum : In qvibus variæ juridico-politicæ nec non joco-seriæ ... Materiæ mediæ pertractantur & ... illustrantur / Christophorus Fridericus Plathner. - Goslar : König, 1711–1718
- 10. Disputatio Inauguralis Juridica. XXX. Theses Ex Jure Vario / Christianus Thomasius. - Halæ : Salfeld, 1697

Weitere gedruckte sowie unveröffentlichte Schriften sind aufgelistet bei Otto Plathner: Die Familie Plathner, Berlin 1866, p. 184 ff, sowie Ders. : Die Familie Plathner, Erster Nachtrag, Berlin 1874 p. 331 ff.